# Vibra Votán
Vibra Votán por las Tres Señales fue un concierto realizado el domingo 4 de marzo de 2001 en el parque Magdalena Mixhuca para celebrar la llegada a la Ciudad de México de la Marcha del color de la tierra que hizo el Ejército Zapatista de Liberación Nacional (EZLN). Al concierto acudieron más de 25,000 personas la mayoría jóvenes para escuchar la música de veinte grupos de rock, punk, ska, reggae, hip-hop y heavy metal. El concierto fue programado para iniciar a las diez de la mañana y terminar a las veintidós horas. La entrada costó veinticinco pesos y un kilo de arroz o frijoles  para apoyar a las comunidades indígenas zapatistas en Chiapas.

## El origen del concierto
En el marco del cambio de gobierno sucedido en México en el año 2000 y ante la posibilidad de una emancipación democrática, el EZLN pidió al gobierno del presidente Fox, el primer presidente no priista en setenta años, que ofreciera tres señales que mostrarían su voluntad para dialogar y alcanzar la paz. Como se sabe el EZLN se alzó en armas el 1 de enero de 1994, exigiendo justicia, libertad y ley para las comunidades indígenas y para todo el pueblo mexicano, tal como lo explican en el documento "Al pueblo de México: las demandas del EZLN" en  Las tres señales exigidas eran: "LIBERTAD DE TODOS LOS PRESOS POLÍTICOS ZAPATISTAS EN CHIAPAS, TABASCO Y QUERÉTARO; EL RECONOCIMIENTO CONSTITUCIONAL DE LOS DERECHOS Y LA CULTURA INDÍGENAS; Y EL RETIRO DE LAS POSICIONES MILITARES DEL EJÉRCITO FEDERAL EN LA GARRUCHA, RÍO EUSEBA Y GUADALUPE TEPEYAC." 
A pesar de la enorme legitimidad que el movimiento zapatista poseía, el gobierno foxista no mostraba una postura clara delante del EZLN y sus exigencias. Ante esto, una vez más la sociedad civil organizada convocó y realizó una serie de actos en apoyo al ejército indígena y como forma de presión al primer gobierno elegido democráticamente en casi un siglo, que mostraba su talante conservador. En este marco un grupo amplio de jóvenes mujeres y hombres de todos los orígenes y que desde 1994 habían acudido a las diferentes iniciativas que a favor de la paz y el reconocimiento de los derechos de los indígenas se habían realizado a nivel nacional e internacional se reunieron una vez más para organizar un acto masivo en apoyo de la exigencia de esas tres señales para la paz. Los organizadores fueron jóvenes mujeres y hombres estudiantes de la UNAM, UAM, POLITÉCNICO, UNIVERSIDAD IBEROAMERICANA, TEC DE MONTERREY, entre otras escuelas de nivel superior y medio superior, además de jóvenes trabajadores y trabajadoras, amas de casa, obreras(os), medios independientes, músicos, bailarinas(es), actores y actrices todos reunidos alrededor de la fuerza vital y esperanzadora que por entonces representaba y gran medida aún representa el EZLN.

## El origen del nombre VibraVotán Zapata
El Comité Clandestino Revolucionario Indígena-Comandancia General (C C R I – C G) del EZLN develó un aspecto olvidado hasta aquel momento por la mayoría, la dimensión mística de la figura de Emiliano Zapata, sacándola del acartonamiento de la historia oficial y explicándola desde el pensamiento mágico de los indígenas, lo que rescata al héroe de los fríos monumentos de piedra y lo lleva a la figura universal que trasciende el tiempo pues es presente siempre. Por esta razón se retoma el nombre Votán Zapata, como figura que conduce el cambio pero con profundas raíces. 
La razón de anteponer la palabra Vibra se debió a la propuesta de los músicos miembros de las bandas y que logró el consenso entre el resto de los organizadores. Vibra es un concepto que reúne en primer lugar una de las cualidades del sonido que producen los instrumentos al ser tocados y en general una de las cualidades de la música, en segundo lugar vibra es la vitalidad de los y las jóvenes que se reúnen en torno a la propia música y en el contexto de ese momento también podía interpretarse como el movimiento de los y las jóvenes que se reunían y organizaban ante la posibilidad de cambio hacia un otro mundo mejor.

## Grupos que participaron
- Maldita Vecindad
- Santa Sabina
- Panteón Rococó
- Tijuana No
- Salón Victoria
- Los Estrambóticos
- La Castañeda
- Guillotina
- Rastrillos
- Resorte
- Los de Abajo
- La Barranca
- Nana Pancha
- Mescalito
- Yerberos
- La Tremenda Korte
- Salario Mínimo
- Ritmo Peligroso
- Kompadres Muertos
- La Comuna